# Jan Danielsson
Jan Olof Vilhelm Danielsson, född 30 januari 1940 i Bromma, död 20 april 2009, var en svensk jurist och generaldirektör.
Efter jur.kand.-examen i Stockholm och tingsmeritering i Kristinehamn började han 1971 som åklagare vid dåvarande Åklagarmyndigheten i Stockholm. Danielsson blev chefsåklagare 1988 och som sådan verkade han bland annat under den uppmärksammade rättegången i Stockholms tingsrätt om Stureplansmorden våren 1995.
Från 1996 var Danielsson under några år ledare för Palmeutredningen.
År 2000 utsågs han till överåklagare i Stockholm och tillträdde samma år som chef för Säkerhetspolisen. Han avgick från posten 2003 av personliga skäl och efterträddes av Klas Bergenstrand.
Jan Danielsson avled 2009, 69 år gammal och efterlämnar dottern Sofia. Han är begravd på Bromma kyrkogård.